# Apache Pass
Apache Pass (Apache-passet) er et bjergpas i Cochise County i den amerikanske delstat Arizona mellem Dos Cabezas Mountains (fra Spansk: To hoveder bjergene) og Chiricahua Mountains. Passet ligger i ca. 1.550 meter over havets overflade. 
Passet havde tidligere et uhyggeligt rygte, da det var det farligste sted på den sydlige rute til Californien. Den var gravpladsen for nybyggere og Apache-krigere. Emigranterne, som begav sig mod Californiens guldsteder og senere diligencerne fra Butterfield Overland diligencelinien, fulgte sporet op mod den stenede bjergside ad Apache Pass.
Det der drev dem alle mod faren i Apache Springs området, var vand i et land med få vandhuller. Vandet ved Apache Springs var vigtigt og en velkommen kilde på vejen for dyrene og de rejsende immigranter samt postbærere, som krydsede den sydlige del af Arizona, men disse vandkilder var Chiricahua-Apachernes foretrukne vandsted. I en periode var deres leder Cochise indstillet på fred med de Forenede Stater, men en ung løjtnant dræbte i 1861 seks medlemmer af hans familie og anholdt den stolte høvding for en ugerning som han ikke havde begået. Dette forsøg mislykkedes og den engang fredelige Chiricahua stamme var ikke længere villig til at dele kilden med de hvide mennesker. Inden 24 timer efter dette forræderi angreb Apacherne Butterfield diligencen og et vogntog og dræbte 14 nybyggere. Hermed indledte den forbitrede Cochise en 12 års blodig krig mod den hvide mand.
Med myrderier, røverier og overfald, terroriserede Cochises Apacher området, så de hvide indbyggere i Tucson følte sig usikre, da alle som var på vej til Tucson, blev overfaldet på Apache Pass.